# Telalim
Telalim (hebr. טללים) – kibuc położony w Samorządzie Regionu Ramat ha-Negew, w Dystrykcie Południowym, w Izraelu. Członek Ruchu Kibuców (Ha-Tenu’a ha-Kibbucit).
Leży w środkowej części pustyni Negew.

## Historia
Kibuc został założony w 1980.

## Gospodarka
Gospodarka kibucu opiera się na sadownictwie i rolnictwie. W tutejszych zakładach produkuje się beton.

## Komunikacja
Przy kibucu przebiega droga nr 40 (Kefar Sawa-Ketura).

## Linki zewnętrzne

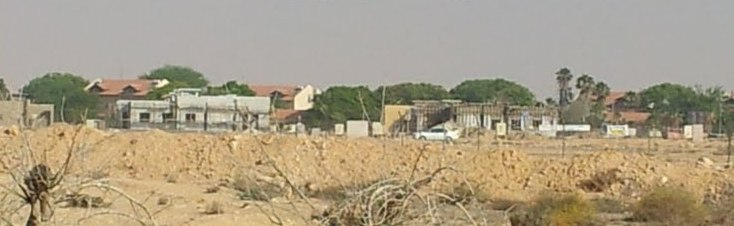
Telalim